# Amerikaanse lepelsteur
De Amerikaanse lepelsteur (Polyodon spathula) is een straalvinnige vis uit de familie van lepelsteuren (Polyodontidae), orde van steurachtigen (Acipenseriformes). Het is de enige soort uit het geslacht Polyodon.

## Kenmerken
De huid is blauwgrijs en onbeschubd. Hij kan 200 cm lang worden en meer dan 80 kilogram wegen. De hoogst geregistreerde leeftijd is 55 jaar. Zijn naam dankt hij aan zijn grote afgeplatte neus. 

## Leefwijze
Hij voedt zich voornamelijk met plankton, wat hij vangt door met zijn bek wijd open vlak onder het wateroppervlak te zwemmen. Het voedsel wordt als het ware uit het water gefilterd.

## Verspreiding en leefgebied
De lepelsteur komt voor in het bekken van Mississippi en in de Grote Meren van Noord-Amerika.  

## Bedreiging
Door overmatige bevissing, watervervuiling en aanleggen van stuwdammen is het aantal sterk afgenomen.

## Relatie tot de mens
De lepelsteur is voor de visserij van aanzienlijk commercieel belang. De soort kan worden bezichtigd in sommige openbare aquaria.